# Eve Wright
Eve Wright (8 de agosto de 2002) es una deportista de Reino Unido que compite en atletismo. Ganó una medalla de oro en el Campeonato Europeo de Atletismo Sub-20 de 2021, en la prueba de 4 × 100 m. Compite además en las carreras de 100 m y 60 m. En 2022 participó en el Tour mundial en Mancester donde obtuvo el segundo lugar en 60 m con un tiempo de 7.44 segundos.